# Naturpark Montemarcello-Magra

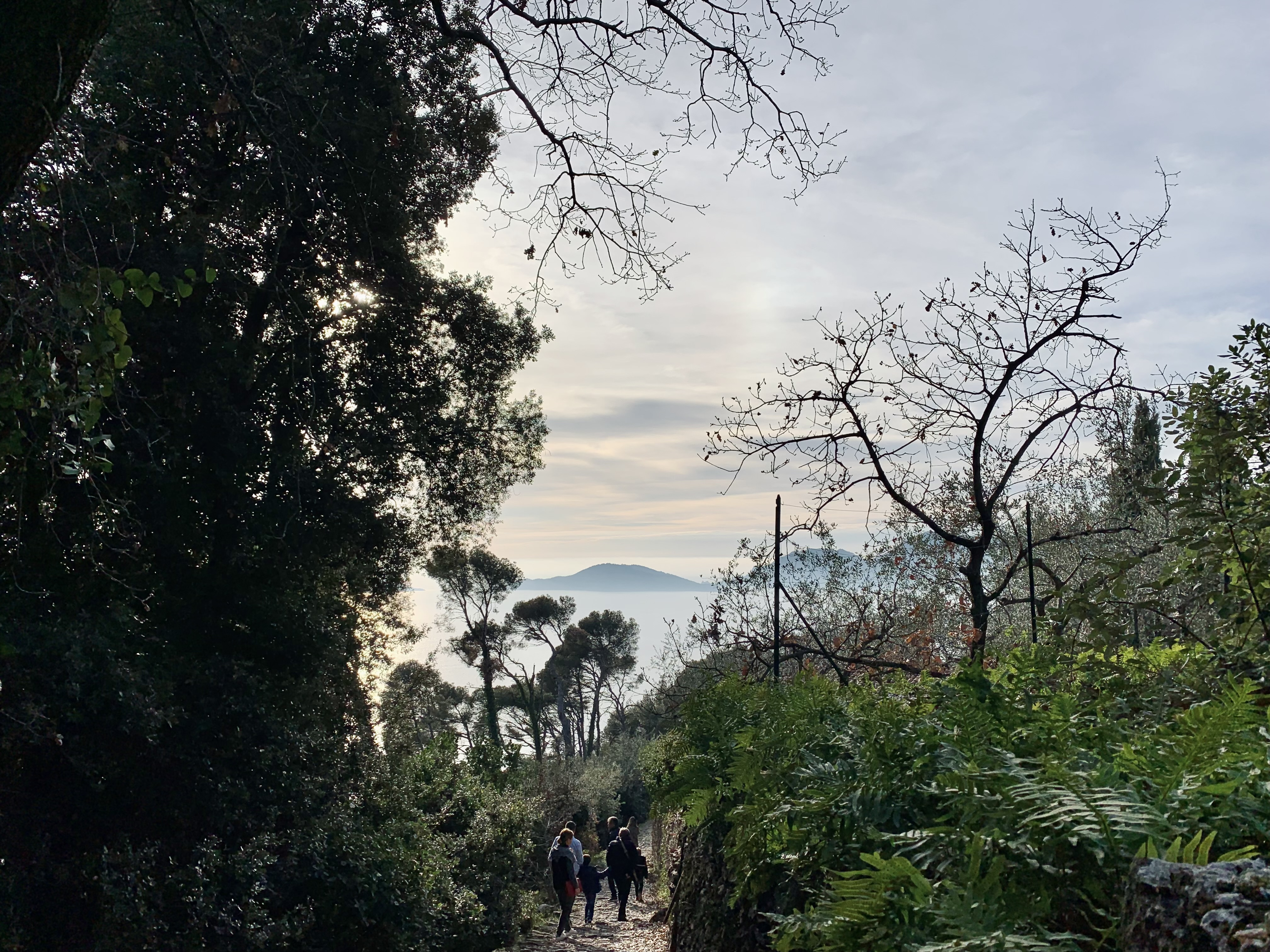
Im Naturpark Montemarcello-Magra (2019)

Der Naturpark Montemarcello-Magra (italienisch Parco naturale regionale di Montemarcello-Magra) ist ein Naturschutzgebiet in der italienischen Region Ligurien. Politisch gehört es zu der Provinz La Spezia. Zu seinem Territorium gehört der Vorgebirgszug des Montemarcello, der untere Flusslauf der Magra und der untere, wie auch der mittlere Lauf des Flusses Vara.
Der Naturpark wurde 1995, mit einer Fläche von 4320,8 Hektar, eingerichtet und schließt 22 Gemeinden mit ein.